# Carlo Daelman
Carlo Daelman (Kortrijk, 26 juli 1969) is een voormalig Vlaams volksvertegenwoordiger.

## Levensloop
Daelman studeerde in 1992 af als licentiaat in de politieke en sociale wetenschappen aan de Universiteit Gent.
Van 1988 tot 1994 was hij sportverslaggever voor Het Kortrijks Handelsblad. Van 1995 tot 1999 was Daelman tevens nationaal secretaris van de Maatschappelijke Jongerenactie (MJA), de jongerenwerking van de Socialistische Mutualiteiten, en van 1997 tot 2003 was hij diensthoofd marketing en vervolgens commercieel directeur van de Socialistische Mutualiteiten van West-Vlaanderen.
Voor de toenmalige socialistische partij SP, in 2001 herdoopt tot sp.a, werd Daelman in oktober 1994 verkozen tot gemeenteraadslid van Harelbeke, wat hij bleef tot in september 2008. Van februari tot april 2003 en opnieuw van oktober 2004 tot september 2008 was hij er schepen, onder andere bevoegd voor Mobiliteit en Milieu. 
Midden maart 2003 volgde Carlo Daelman Vlaams minister Gilbert Bossuyt op als Vlaams Parlementslid voor de kieskring Kortrijk-Roeselare-Tielt. Hij bleef Vlaams volksvertegenwoordiger tot juni 2004 en raakte bij de Vlaamse verkiezingen van juni 2004 niet herkozen. Hij zetelde er in de commissies Binnenlandse Aangelegenheden, Huisvesting en Stedelijk Beleid en Welzijn, Volksgezondheid en Gelijke Kansen.
Na zijn actieve politieke loopbaan was Daelman van 2008 tot 2022 stadssecretaris en vervolgens algemeen directeur van Harelbeke. Sedert 1 november 2022 is hij algemeen directeur van de stad Kortrijk.